# Ніколь Пратт
Ніколь Пратт (англ. Nicole Pratt, нар. 5 березня 1973) — колишня австралійська тенісистка. Найвища позиція в одиночному рейтингу — 35, досягнута 17 червня 2002.

## Фінали туру WTA

### Одиночний розряд (1 титул, 1 поразка)
| Легенда (Одиночний розряд) |
| Grand Slam (0)             |
| Tour Турніри (0)           |
| Tier I (0)                 |
| Tier II (0)                |
| Tier III (0)               |
| Tier IV (1)                |

| Результат | Ранг | Дата           | Турнір                  | Покриття | Опонент in final        | Рахунок in final |
| --------- | ---- | -------------- | ----------------------- | -------- | ----------------------- | ---------------- |
| Поразка   | 1.   | 14 жовтня 2001 | China Open (теніс), КНР | Тверде   | Моніка Селеш            | 2–6, 3–6         |
| Перемога  | 1.   | 22 лютого 2004 | Bangalore Open, Індія   | Тверде   | Кириленко Марія Юріївна | 7–6(7–3), 6–1    |

### Парний розряд (9 титули, 4 поразки)
| Результат | Ранг | Дата             | Турнір                                                               | Покриття  | Партнер           | Опоненти                                   | Рахунок               |
| --------- | ---- | ---------------- | -------------------------------------------------------------------- | --------- | ----------------- | ------------------------------------------ | --------------------- |
| Поразка   | 1.   | 24 травня 1998   | Мадрид, Іспанія                                                      | Ґрунт     | Рейчел Макквіллан | Домінік Монамі Флоренсія Лабат             | 3–6, 1–6              |
| Перемога  | 1.   | 25 червня 2000   | Rosmalen Grass Court Championships, Нідерландські Антильські острови | Трава     | Erika deLone      | Каріна Габшудова Кетрін Берклей            | 7–6(8–6), 4–3 retired |
| Перемога  | 2.   | 5 листопада 2000 | Tournoi de Québec, Канада                                            | Тверде    | Меган Шонессі     | Кімберлі По Ельс Калленс                   | 6–3, 6–4              |
| Перемога  | 3.   | 19 серпня 2001   | Мастерс Канада, Канада                                               | Тверде    | Кімберлі По       | Катарина Среботнік Тіна Кріжан             | 6–3, 6–1              |
| Поразка   | 2.   | 16 вересня 2001  | Waikoloa, USA                                                        | Тверде    | Ельс Калленс      | Катарина Среботнік Тіна Кріжан             | 2–6, 3–6              |
| Поразка   | 3.   | 14 вересня 2003  | Commonwealth Bank Tennis Classic, Індонезія                          | Тверде    | Емілі Луа         | Анжелік Віджайя Марія Венто-Кабчі          | 5–7, 2–6              |
| Перемога  | 4.   | 21 вересня 2003  | China Open (теніс), КНР                                              | Тверде    | Емілі Луа         | Тамарін Танасугарн Суґіяма Ай              | 6–3, 6–3              |
| Перемога  | 5.   | 18 липня 2004    | Bank of the West Classic, USA                                        | Тверде    | Елені Даніліду    | Клодін Шоль Івета Бенешова                 | 6–2, 6–4              |
| Перемога  | 6.   | 15 травня 2005   | ECM Prague Open, Чехія                                               | Ґрунт     | Емілі Луа         | Барбора Стрицова Єлена Костанич-Тошич      | 6–7(6–8), 6–4, 6–4    |
| Перемога  | 7.   | 13 січня 2006    | Moorilla Hobart International, Австралія                             | Тверде    | Емілі Луа         | Єлена Костанич-Тошич Джилл Крейбас         | 6–2, 6–1              |
| Перемога  | 8.   | 11 лютого 2007   | Pattaya Women's Open, Таїланд                                        | Килим (i) | Мара Сантанджело  | Чжуан Цзяжун Латіша Чжань                  | 6–4, 7–6(7–4)         |
| Перемога  | 9.   | 24 лютого 2007   | Мемфіс, USA                                                          | Килим (i) | Бріанн Стюарт     | Морігамі Акіко Ярміла Вулф                 | 7–5, 4–6, [10–5]      |
| Поразка   | 4.   | 3 березня 2007   | Abierto Mexicano TELCEL, Мексика                                     | Ґрунт     | Емілі Луа         | Аранча Парра Сантонха Лурдес Домінгес Ліно | 3–6, 3–6              |

## Титули  ITF

### Одиночний розряд, 5 перемог
- 2000 – $75k Midland, USA
- 1998 – $25k Рокфорд (Іллінойс), USA
- 1995 – $25k Порт-Пірі (Південна Австралія), Австралія
- 1995 – $25k Маунт-Гамбір (Південна Австралія), Австралія
- 1993 – $25k Nuriootpa, Австралія

### Парний розряд,  перемог
- 2006 – $75k Las Vegas, USA (з Кейсі Деллаква)
- 1997 – $50k Ташкент, Узбекистан (з Erika deLone)
- 1996 – $50k Вілмінгтон (Делавер), USA (з Erika deLone)
- 1993 – $10k Бангкок, Таїланд (з Suzanna Wibowo)
- 1992 – $10k Burgdorf, Швейцарія (з Крістін Годрідж)
- 1992 – $50k Джакарта, Індонезія (з Angie Woolcock)
- 1991 – $25k Маунт-Гамбір (Південна Австралія), Австралія (з Крістін Годрідж)
- 1990 – $10k Борнмут, Велика Британія (з Kirrily Sharpe)
- 1990 – $10k Суонсі, Велика Британія ( Kirrily Sharpe)